# کوه کابویائو
کوه کابویائو (به لاتین: Mount Cabuyao) یک کوه در فیلیپین است که در منطقه اداری کوردیلرا واقع شده‌است. کوه کابویائو ۲٬۰۲۵ متر بالاتر از سطح دریا واقع شده‌است.